# Onno Damsté
Onno Damsté (Leiden, 1896 – 1973) was een Nederlandse classicus.

## Levensloop
Onno Damsté was een zoon van de bekende Utrechtse classicus Pieter Helbert Damsté (1860-1943) en Johanna Louise Elisabeth Jaeger. Hij trouwde op 10 juli 1919 in Utrecht met Paula Johanna Wind (1896-1986), die eveneens classica was. Hij promoveerde in 1922 in Utrecht op het proefschrift Adversaria ad Apollonii Rhodii Argonautica (‘Opmerkingen bij de Argonautica van Apollonius Rhodius’).
Damsté werkte als leraar klassieke talen op verschillende scholen in Nederland en in de periode 1922-1926 gaf hij les aan de Algemene Middelbare School te Bandung. Naast het leraarschap hield Damsté zich bezig met muziek: hij speelde cello en was in de jaren dertig voorzitter van de Muziekschool in Assen. Tijdens de Tweede Wereldoorlog werd Damsté samen met ca. 1200 andere 'vooraanstaande' Nederlanders in 1942 door de bezetter in gijzeling genomen en naar Kamp Sint-Michielsgestel overgebracht, waar hij op 24 mei 1943 een van de sprekers was op de zogenaamde herdenking van 100e geboortedag van de fictieve Brits-Nederlandse componist Willem Spark.

## Werk
Hij publiceerde na de oorlog samen met B. Jilderda het boek Nederland-Indonesië in de twintigste eeuw. Een beknopte behandeling van de ontwikkeling der staatkundige verhoudingen (Groningen-Batavia 1947, Indonesische vertaling: Batavia 1949). In de vroege jaren 1950 verscheen zijn Levend Latijn voor iedereen (s.d.), waarin hij aantoonde hoeveel Latijnse woorden en uitdrukkingen in het  Nederlands oppgenomen zijn. Maar hij werd vooral bekend door de uitgaven waarin hij een aantal klassieke teksten op een toegankelijke wijze weergaf: Romeinse sagen en verhalen (1e druk 1958) met verhalen uit Livius, en Oude oosterse verhalen (1e druk 1959) met verhalen uit Herodotus. Homerus’ Ilias volgde in 1960 en Homerus’ Odyssee in 1962, door Damsté ‘naverteld’. Vooral door hun uitgave als pocketboek in de Prisma-reeks van uitgeverij Het Spectrum werden deze vier boeken tientallen keren herdrukt en waren ze in de tweede helft van de 20e eeuw in Nederland van groot belang voor de kennismaking met de klassieke verhalen.
Damsté was ook als vertaler actief: in 1965 verscheen een vertaling van enkele dialogen van Plato: Charmides, Lysis, Menoon, en in 1968 verscheen voor het eerst zijn vertaling van Herodotus’ Historiën (10e druk: 1998). Hij schreef samen met A.B. Nederlof de Latijnse leergang Via Recta (1e druk 1956), die een van de meest gebruikte leergangen Latijn in het Nederlandse voortgezet onderwijs zou worden.